# Giorni di gloria... giorni d'amore
Giorni di gloria... giorni d'amore (For the Boys) è un film di Mark Rydell del 1991.

## Trama
All’inizio della Seconda guerra mondiale la brillante e tenace cantante Dixie Leonard ottiene un ingaggio per intrattenere i soldati statunitensi in licenza all’interno degli show comici del vanesio Eddie Sparks. Tra i due la competizione iniziale si trasforma ben presto in una profonda amicizia. Quando il marito di Dixie muore in guerra lasciandola con un figlio appena nato, Eddie ne diviene il padre acquisito. Qualche anno più tardi la coppia, che nel frattempo è diventata molto celebre anche in televisione, parte per la Corea così da supportare le truppe americane. Successivamente il figlio di Dixie, Danny, si arruola e parte per il Vietnam, raggiunto in un secondo momento dalla madre e da Eddie. Dopo una commovente performance di Dixie, l’accampamento è colpito da un attacco militare, del quale Danny resta vittima. È la fine del sodalizio artistico tra Dixie ed Eddie, che si riabbracceranno, ormai anziani, in occasione di una cerimonia di Hollywood trasmessa in diretta televisiva.

## Colonna sonora
La colonna sonora comprende le cover di molte canzoni classiche, tra cui Stuff Like That There e In My Life dei Beatles.

## Riconoscimenti
- 1992 - Golden Globe
  - Migliore attrice in un film commedia o musicale a Bette Midler
- 1992 - Premio Oscar
  - Nomination Miglior attrice protagonista a Bette Midler